# زلزال روسيس 1964
زلزال روسيس 1964 هو زلزالٌ وقعَ في الأزور في البرتغال بتاريخ 15 فبراير 1964.